# Irina Nevická
Irina Nevická (született: Burik; Izbugyabéla, 1886. december 10. – Eperjes, 1965. november 21.) ruszin származású szlovák író.

## Élete
1886. december 10-én született Izbugyabélán. Az apja, Pavel Burik, ruszin értelmiségi volt, budapesti és bécsi egyetemi hallgató, gimnáziumi professzor. Irina édesanyja, Anna Kowalicka, papok családjából származott, a lány születése után hamarosan meghalt. A gyermekkorát Eperjesen és Ólublón töltötte. A tanulmányait a Német Nemzeti Iskolában folytatta, majd az Eperjesi Egyetemen tanult, de nem fejezte be a tanulmányait. Nevický Emilian, görög katolikus pap feleségeként egy ideig Csicsókán és Ungváron élt. Miután a férje kénytelen volt emigrálni az Egyesült Államokba, addig Irina felváltva dolgozott Ungváron (1933–1938) és 1939-től Eperjesen. A második világháború utáni társadalmi-politikai eseményeken polgári nacionalizmussal vádolták őt, amely elnémította irodalmi és társadalmi tevékenységét, hallgatásra kényszerült. Elfelejtetten és magányosan élt, Eperjesen halt meg 1965. november 21-én.

## Munkássága
Első műveit a Nedeľa és a Náuka magazinokban publikálta.
További művei
- Pravda pobidyla (1924) Az igazság jó
- Darček (1929) Ajándék
- Matij Kukolka (1968, 1994)[2]
- Számos drámai művet is írt, amelyek közül csak a Bože provydiňňa  (Az Isten gondviselése) (1925) című darab jelent meg.

Az írónő fontos helyet foglal el a szlovák kulturális életben. Nagymértékben hozzájárult Kárpátalja és Kelet-Szlovákia nemzeti és kulturális életének felemelkedéséhez a két háború közötti időszakban. Nevická látta saját nemzetének hátrányát, és látta a lehetséges kiindulási pontokat is, ezért számos kreatív projekt megvalósítását kezdeményezte. Amatőr színházi csoportok alapításának szentelte magát, amelyek számára színdarabokat írt. Közreműködött számos olvasókör létrehozásában, vasárnapi iskolákat szervezett. Eperjesen megalapította az első női egyesületet, és közzétette első naptárát (Kalendar ruskych ženščyn, 1922). 1931 és 1932 között Eperjesen a Slovo národa újságban publikált, amely havonta kétszer jelent meg, ukrán nyelven írták.

## Fordítás
- Ez a szócikk részben vagy egészben  az   Irina Nevická című szlovák Wikipédia-szócikk ezen változatának fordításán alapul.  Az eredeti cikk szerkesztőit annak laptörténete sorolja fel. Ez a jelzés csupán a megfogalmazás eredetét és a szerzői jogokat jelzi, nem szolgál a cikkben szereplő információk forrásmegjelöléseként.